# Corrado Barbera
Corrado Barbera (14 novembre 2002) è uno sciatore alpino italiano.

## Biografia
Specialista delle prove tecniche originario di Cuneo e attivo dal novembre del 2018, Barbera ha esordito in Coppa Europa il 17 dicembre 2020 in Val di Fassa in slalom speciale (33º) e ai Mondiali juniores di Sankt Anton am Arlberg 2023 ha conquistato la medaglia d'oro nello slalom speciale e nella combinata a squadre; ha debuttato in Coppa del Mondo il 19 marzo 2023 a Soldeu in slalom speciale (18º) e il 19 gennaio 2025 ha conquistato a Berchtesgaden nella medesima specialità il primo podio in Coppa Europa (2º). Non ha preso parte a rassegne olimpiche o iridate.

## Palmarès

### Mondiali juniores
- 2 medaglie:
  - 2 ori (slalom speciale, combinata a squadre a Sankt Anton am Arlberg 2023)

### Coppa Europa
- Miglior piazzamento in classifica generale: 37º nel 2025
- 1 podio:
  - 1 secondo posto